# Trichocentrum stacyi
Trichocentrum stacyi är en orkidéart som först beskrevs av Leslie Andrew Garay, och fick sitt nu gällande namn av Mark W. Chase och Norris Hagan Williams. Trichocentrum stacyi ingår i släktet Trichocentrum och familjen orkidéer. Inga underarter finns listade i Catalogue of Life.